# Antoine-Émile Plassan

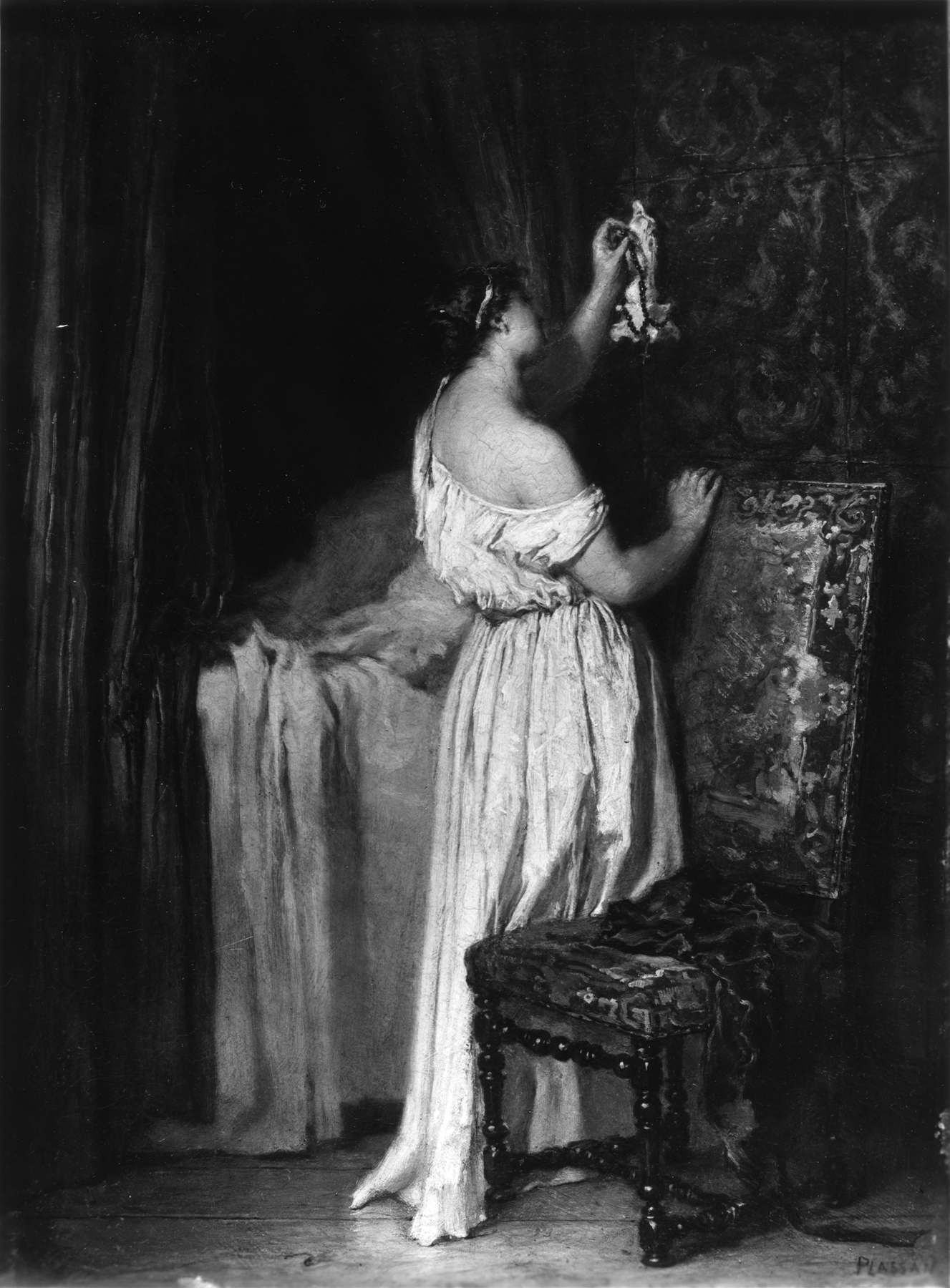
Devozione, 1863, Walters Art Museum

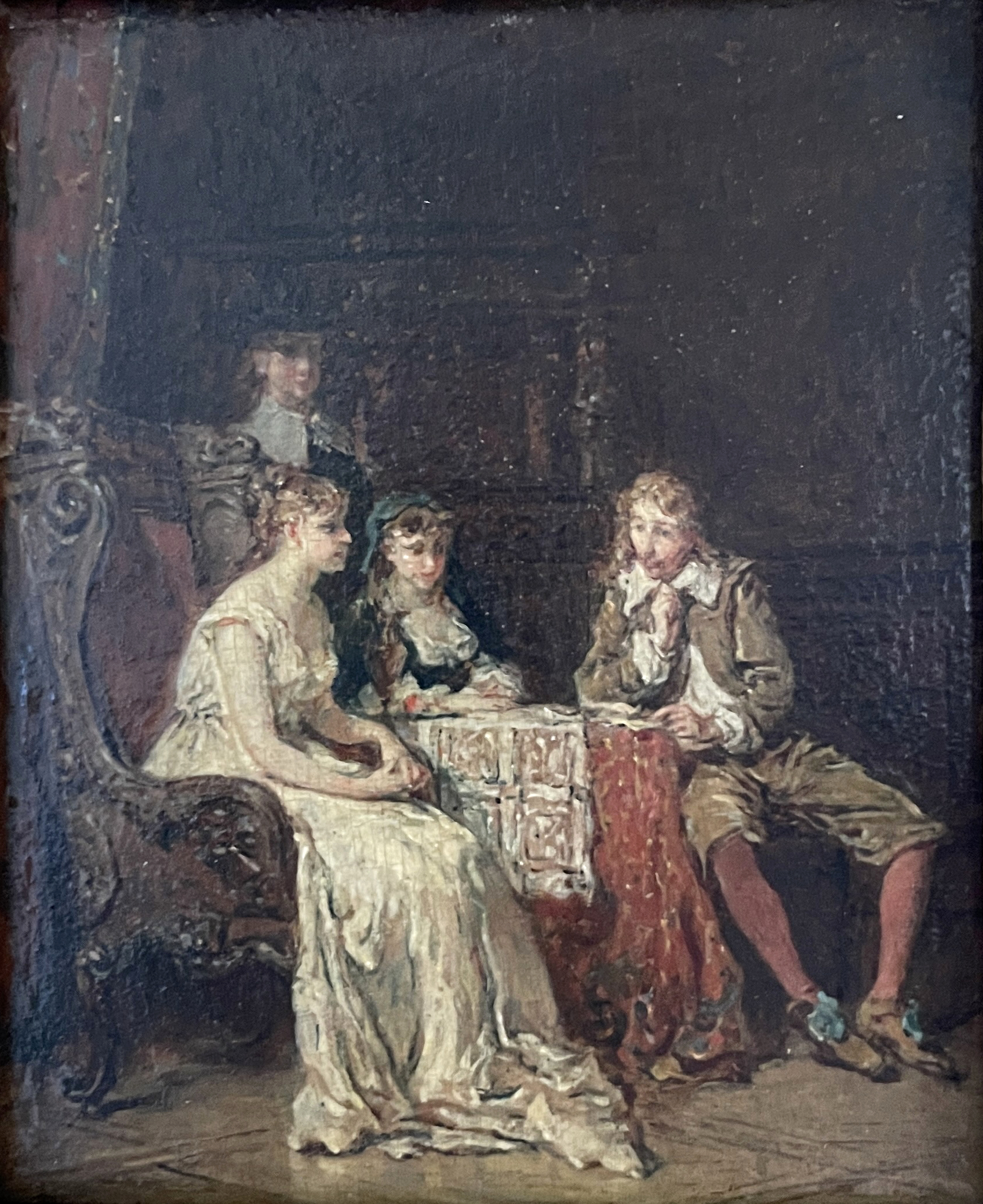
Le Lettre, ca. 1860

Antoine-Émile Plassan (Bordeaux, 29 settembre 1817 – Parigi, 2 febbraio 1903) è stato un pittore francese.

## Biografia
Antoine-Émile Plassan fu studente di Ernest Meissonier e lavorò come pittore di genere, di ritratto, paesaggi e nature morte. Espose al Salon di Parigi dal 1846 e lì fu premiato per le sue opere nel 1852, 1857 e 1859. Le opere di Plassan sono esposte nei musei di Bordeaux, Montreal e Reims.

## Opere
- La Famille heureuse, um 1840–1900, Musée national des beaux-arts du Québec[1]
- Le Retour de la nourrisse, 1857
- L’Indiscrète, 1857
- Le Lever, 1857
- Jeune Femme essayant un collier de perles, 1857
- Chocolat du matin (Link)
- Le Bateau lavoir (Link)
- Le Clain sous Poitiers
- La Toilette, 1890
- Paysage en bord de fleuve
- Jeune Élégante dans son intérieur avec un lévrier
- Le Déjeuner des enfants, Musée des Beaux-Arts de Bordeaux (Link)
- La Porte Saint-Jacques à Parthenay
- Paysage aux Peupliers
- Femme dans un intérieur, 1872
- Le Quai du Bas-Meudon, Musée Magnin, Dijon (Link)
- Le Village au bord de l’eau, Musée Magnin, Dijon (Link)
- L’arrangement des rameaux, 1878